# 孙丕扬
孫丕揚（1532年—1614年），字叔孝，號立亭（立山），陕西西安府耀州富平縣流曲鎮南街人，明朝吏部尚書。

## 生平

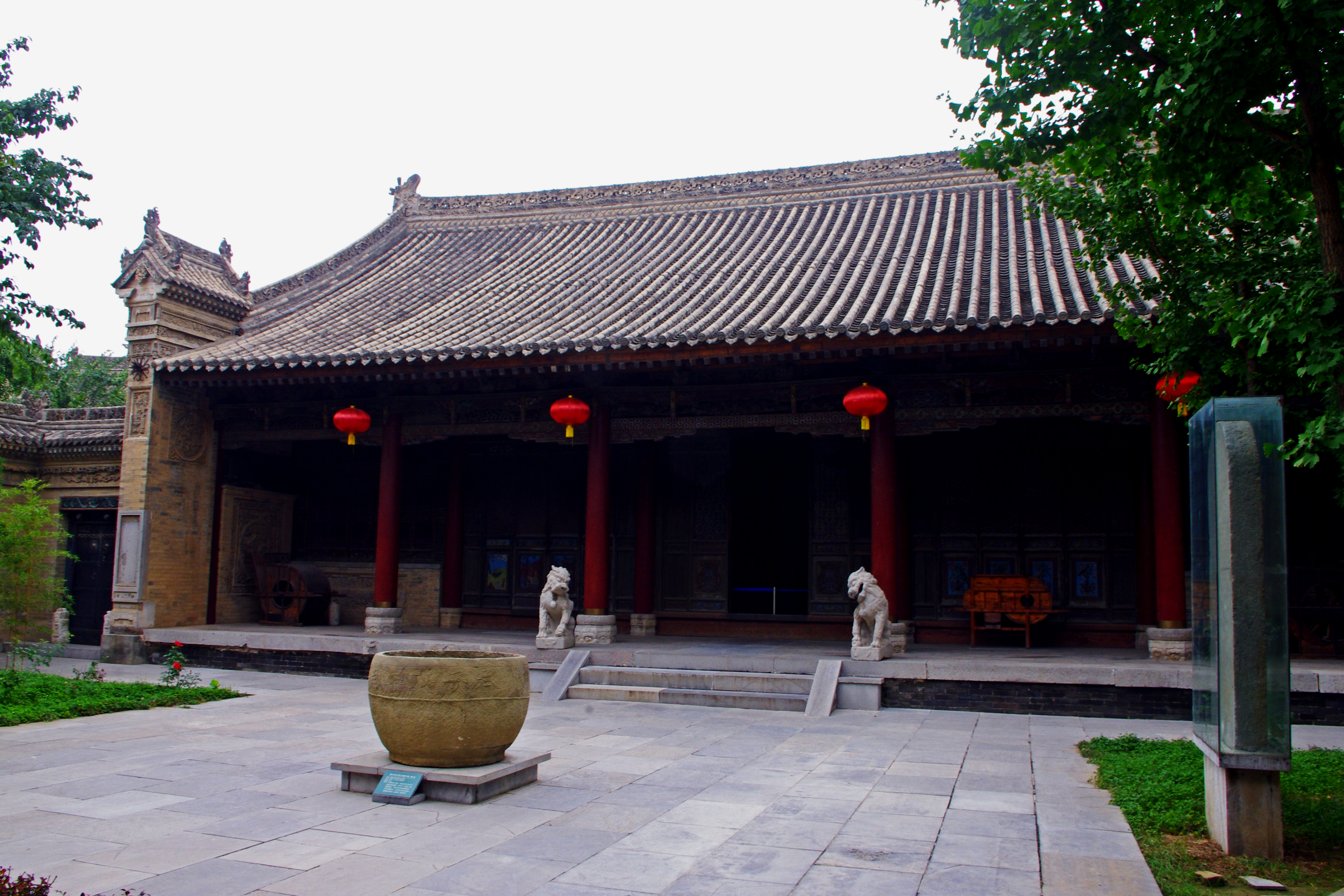
孙丕扬宅院，现迁移至关中民俗艺术博物院。

孫丕揚於明世宗嘉靖三十一年中壬子科陕西乡试六十一名，三十五年（1556年）考中丙辰科会试二百八十四名，廷试三甲一百三十九点進士，户部观政，授行人。四十一年（1562年）七月选授浙江道試御史，四十二年實授，四十四年巡按直隶，九月弹劾太常寺少卿陆光祖。
明穆宗隆慶五年四月擢大理寺右寺丞，七月被革职回籍。
明神宗萬曆元年（1573年）正月以荐起升都察院右佥都御史、巡抚保定等处地方，五年二月以病乞归。十一月科道拾遗，调南京别用。十三年（1585年）十一月起任应天府府尹，升大理寺卿，十五年三月升户部右侍郎，十七年七月升左侍郎，十月升为南京都察院右都御史，十八年七月五疏乞休，令回籍调理。
萬曆十九年（1591年）十二月起升刑部尚书，二十一年十一月改任都察院左都御史。
萬曆二十二年（1595年）八月出任吏部尚書，創「掣簽法」，以抽籤決定官職，杜絕權貴請謁之弊。二十三年六月加太子少保，二十四年闰八月以切责不自安，疏再上乞休，上命其驰驿回籍，痊可起用。
萬曆二十九年二月起为南京吏部尚书，三疏辞病，命在籍调理，病痊具奏起用。三十六年九月起为吏部尚书，三十七年四月到任，三十九年（1611年）主持辛亥京察，加太子太保。萬曆四十年（1612年）二月二十一疏乞休！因明神宗不理政事，無法正式辭官，只好“挂冠出都”，居家二年，萬曆四十二年八月卒。四十三年二月赠太保，谥恭介。著有《富平县志》、《应世草》、《立山诗》等。
冯梦龙《古今谭概》记：“昔富平孙冢宰（孙丕扬）在位日，诸进士谒请，齐往受教。孙曰：做官无大难事，只莫作怪。真名臣之言，岂唯做官乎！”

## 家族
曾祖孫慶。祖父孫瓊，遞運大使。父孫惟謙（1507年-？），字幼撝，号前川，官宝坻县知县，封御史。母李氏，封太孺人。弟孫丕振。

## 延伸阅读
[在维基数据编辑]
 《明史卷二百二十四》，出自《明史》